# 喪服のにあう人妻ふたり
『喪服のにあう人妻ふたり』（もふくのにあうひとづまふたり）は、1986年にテレビ朝日系「土曜ワイド劇場」で放送されたテレビドラマ。主演は叶和貴子。視聴率は19.0%。

## キャスト
- 木村由紀（仲田物産の社長秘書） - 叶和貴子
- 仲田豊（仲田の息子） - 荻島真一
- 若名啓子（バー経営者） - 結城しのぶ
- 乾（仲田豊の部下） - 下條アトム
- 佐知子（ホステス・豊の愛人） - 松本ちえこ
- 大滝（仲田物産専務） - 勝部演之
- 刑事 - 織本順吉
- 仲田（仲田物産の社長） - 山形勲
- 藤井洋八、城源寺くるみ、丘祐子、竹本純平、松本幸造、星野遊、野村信次、音田豊、安西一義、小沢省二、生木政寿、山口充、染谷千栄子、安田功、河原幸二、尾形敬順、杉山とく子

## スタッフ
- 原作 - 菊村到『雨の夜ゆきずりに』
- 脚本 - 篠崎好
- 監督 - 井上昭
- 音楽 - 小六禮次郎
- プロデューサー - 関根康、白崎英介
- 制作 - テレビ朝日、松竹